# Max Moerstedt
Max Moerstedt (* 15. Januar 2006 in Mannheim) ist ein deutscher Fußballspieler, welcher aktuell bei der TSG 1899 Hoffenheim unter Vertrag steht.

## Verein
Moerstedt wurde in Mannheim geboren und wuchs in Oftersheim auf. Nach Stationen bei der örtlichen SG Oftersheim und beim Karlsruher SC spielte Moerstedt in der Jugend des FC Bayern München, bevor er 2021 zur TSG 1899 Hoffenheim wechselte. In 14 Spielen in der U19-Bundesliga erzielte Moerstedt zehn Tore. Am 3. Mai 2024 kam er per Einwechslung im Bundesligaheimspiel gegen RB Leipzig (Endstand 1:1) zu seinem Pflichtspieldebüt im Herrenbereich. Am Ende des Monats gewann er mit den A-Junioren den DFB-Pokal der Junioren und wenige Tage später auch die deutsche A-Junioren-Meisterschaft.

## Nationalmannschaft
Im Mai 2023 wurde Moerstedt von Christian Wück für die deutsche U17-Nationalmannschaft nominiert und gewann mit dieser im Juni 2023 bei der U17-Europameisterschaft 2023 in Ungarn den Europameister-Titel. Deutschland gewann das EM-Finale gegen Frankreich mit 5:4 im Elfmeterschießen.
Am 2. Dezember 2023 gewann Moerstedt mit der Nationalmannschaft den WM-Titel bei der U-17-Weltmeisterschaft 2023 in Indonesien, ebenfalls durch einen Sieg im Elfmeterschießen im Finale gegen Frankreich. Moerstedt erzielte vier Tore in den sechs WM-Spielen.
Mit der deutschen U19-Nationalmannschaft nahm er an der U-19-Europameisterschaft 2025 teil und erreichte mit seinem Team das Halbfinale.

## Titel
Verein
- Meister der Regionalliga Südwest und Aufstieg in die 3. Liga: 2025 (TSG 1899 Hoffenheim II)
- Deutscher A-Junioren-Meister: 2024 (TSG 1899 Hoffenheim)
- Deutscher A-Junioren-Pokalsieger: 2024 (TSG 1899 Hoffenheim)
- Meister der A-Junioren-Bundesliga Süd/Südwest: 2024 (TSG 1899 Hoffenheim)
- Meister der B-Junioren-Bundesliga Süd/Südwest: 2023 (TSG 1899 Hoffenheim)

Nationalmannschaft
- U17-Weltmeister: 2023
- U17-Europameister: 2023

Individuell
- Torschützenkönig
  - der A-Junioren-Bundesliga Süd/Südwest: 2024 (17 Tore)
  - des DFB-Pokals der Junioren: 2024 (8 Tore)